# Val Paisco
La val Paisco è una valle alpina, tributaria laterale meridionale della Val Camonica. È percorsa dal torrente Allione che sfocia nell'Oglio all'altezza di Forno Allione, nel comune di Berzo Demo. Il suo imbocco è a circa 466 metri di quota, in corrispondenza del paese di Forno Allione, mentre la sua testata è data dal passo del Vivione a 1828 m s.l.m.. Al suo interno sono compresi gli abitati di Paisco, Loveno e Grumello.